# Vulgata de Stuttgart
La Vulgata de Stuttgart o Vulgata Weber-Gryson (cuyo título completo es Biblia Sacra iuxta vulgatam versionem), comercializada como Biblia Sacra Vulgata, es una edición crítica de la Vulgata (traducción de la Biblia al latín realizada por Jerónimo de Estridón a finales de siglo IV) publicada por primera vez en 1969. La edición más reciente de la obra en ser publicada es la quinta, correspondiente al año 2007.

## Historia
La Vulgata de Stuttgart se gestó tomando como base las ediciones críticas de Oxford y de Roma de la Vulgata, pero con un examen independiente de la evidencia documental. Producto de dicho trabajo, la Württembergische Bibelanstalt, que más tarde sería renombrada como Deutsche Bibelgesellschaft («Sociedad Bíblica Alemana»), con sede en Stuttgart, publicó por primera vez una edición crítica completa de la Vulgata en 1969. A partir de entonces, su versión del texto de la Vulgata ha seguido actualizándose, llegándose a publicar la quinta edición de la misma en el año 2007. El proyecto originalmente fue dirigido por Robert Weber, O.S.B. (quien era un monje de la misma abadía benedictina responsable de la edición crítica romana de la Vulgata), contando con la colaboración de Bonifatius Fischer, Jean Gribomont, Hedley Sparks (responsable de la finalización de la edición crítica de Oxford) y Walter Thiele.
Las últimas ediciones han estado bajo el cuidado del sacerdote, filólogo y teólogo belga Roger Gryson, motivo por el que la obra usuamente es referida bajo el nombre de «Weber-Gryson», aunque frecuentemente es llamada también como «edición de Stuttgart» o «Biblia Sacra Vulgata».

## Características
La Vulgata de Stuttgart se basa en la Vulgata de Oxford y la Vulgata Benedictina.
La edición de Weber-Gryson incluye los prólogos de Jerónimo a la Vulgata, así como los cánones de Eusebio. Sin embargo, no proporciona ningún otro de los materiales preliminares que usualmente se encuentran disponibles en los manuscritos bíblicos medievales, como pueden ser los títulos de los capítulos del texto, algunos de los cuales sí se incluyen en otras ediciones críticas de la Vulgata.
La ortografía utilizada conserva la ortografía propia del latín medieval, a veces usando la grafía oe en lugar de ae, y presentando con frecuencia nombres propios que comienzan con H (por ejemplo, Helimélec en lugar de Elimelec). Del mismo modo, hace uso de saltos de línea para separar los versículos entre sí, en lugar del sistema de signos de puntuación que suele usarse en las traducciones modernas de los textos bíblicos, siguiendo en este aspecto la práctica de las ediciones de Oxford y de Roma.
Contiene dos salterios latinos, tanto el tradicional Gallicanum como el juxta Hebraicum, los que están impresos en páginas contrapuestas a efectos de permitir una fácil comparación y contraste entre las dos versiones.
Presenta un catálogo de libros deuterocanónicos ampliado, incluyendo libros que la Iglesia católica considera apócrifos, como son el salmo 151 y la epístola a los laodicenses, además de 3 y 4 Esdras y la oración de Manasés.
Finalmente, los prefacios modernos confeccionados para esta versión (los que se presentan en latín, alemán, francés e inglés) son una valiosa fuente de información sobre la historia de la Vulgata.

## Popularidad y otras versiones
La popularidad inicial de esta edición de la Vulgata podría atribuirse en parte a la publicación en 1977 un índice de concordancias bíblicas basado en la segunda edición del libro «Novae concordantiae Biblorum Sacrorum iuxta vulgatam versionem critice editam» de Bonifatius Fischer, que fungió como una herramienta de referencia clave en la materia antes de la disponibilidad de las computadoras personales.
En 2018 se completó la traducción del texto de la Vulgata de Stuttgart al alemán.

## Siglas utilizadas
Las siguientes siglas son utilizadas en la edición de Stuttgart para referirse a otras versiones disponibles del texto de la Vulgata.
| Siglas para referirse a otras versiones utilizadas por la Vulgata de Stuttgart | Siglas para referirse a otras versiones utilizadas por la Vulgata de Stuttgart | Siglas para referirse a otras versiones utilizadas por la Vulgata de Stuttgart | Siglas para referirse a otras versiones utilizadas por la Vulgata de Stuttgart | Siglas para referirse a otras versiones utilizadas por la Vulgata de Stuttgart |
| ------------------------------------------------------------------------------ | ------------------------------------------------------------------------------ | ------------------------------------------------------------------------------ | ------------------------------------------------------------------------------ | ------------------------------------------------------------------------------ |
| Sigla                                                                          | Fechas                                                                         | Contenido                                                                      | Editor                                                                         | Lugar de publicación                                                           |
| 𝔟                                                                              | 1951-1954                                                                      | Génesis                                                                        | Bonifatius Fischer                                                             | Friburgo                                                                       |
| 𝔟                                                                              | 1977-1985                                                                      | Sabiduría; Epístolas católicas                                                 | Walter Thiele                                                                  | Friburgo                                                                       |
| 𝔟                                                                              | 1962-1991                                                                      | Epístolas paulinas; Hebreos                                                    | Hermann Josef Frede                                                            | Friburgo                                                                       |
| 𝔟                                                                              | 1895                                                                           | 4 Esdras                                                                       | Robert Lubbock Bensly                                                          | Cambridge                                                                      |
| 𝔠                                                                              | 1592-1598                                                                      | Biblia: Vulgata Clementina                                                     | Clemente VIII                                                                  | Roma                                                                           |
| 𝔡                                                                              | 1932                                                                           | 1 y 2 Macabeos                                                                 | Donatien de Bruyne                                                             | Maredsous                                                                      |
| 𝔥                                                                              | 1922                                                                           | Salmos                                                                         | John M. Harden                                                                 | Londres                                                                        |
| 𝔥                                                                              | 1931                                                                           | Laodicenses                                                                    | Adolf von Harnack                                                              | Berlín                                                                         |
| 𝔯                                                                              | 1926-1995                                                                      | Antiguo Testamento: Vulgata de Roma                                            | Benedictinos de San Jerónimo                                                   | Roma                                                                           |
| 𝔰                                                                              | 1954                                                                           | Salmos                                                                         | Henri de Sainte-Marie                                                          | Roma                                                                           |
| 𝔬                                                                              | 1889-1954                                                                      | Nuevo Testamento: Vulgata de Oxford                                            | John Wordsworth y Henry Julian White                                           | Oxford                                                                         |
| 𝔳                                                                              | 1910                                                                           | 4 Esdras: dgcs, vol. 18                                                        | Bruno Violet                                                                   | Leipzig                                                                        |
| 𝔴                                                                              | 1911                                                                           | 1 Corintios–Efesios                                                            | Henry Julian White                                                             | Oxford                                                                         |